# メンダイン

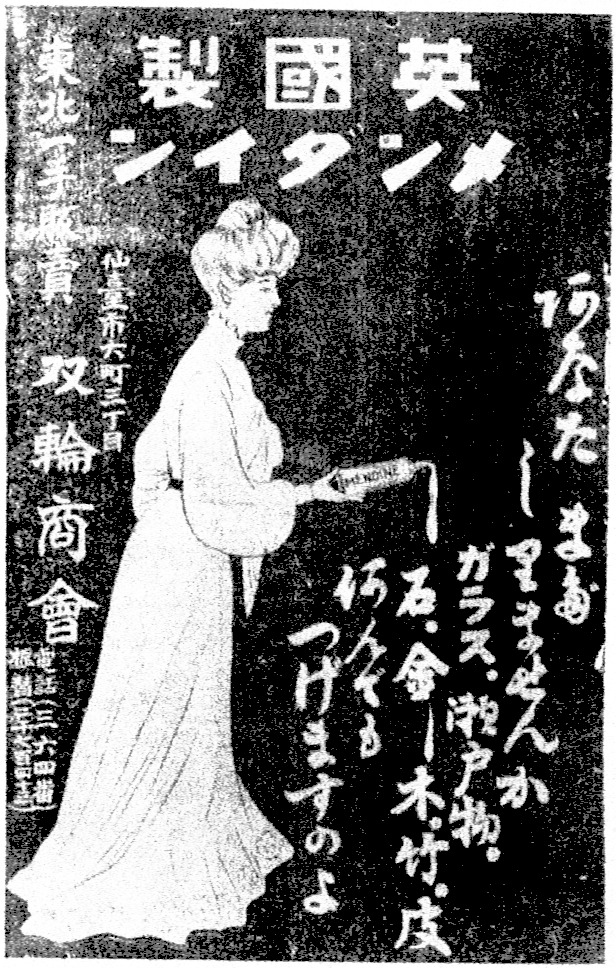
メンダインの挿絵広告。1908年 仙台

MENDINE（「メンダイン」）は、イギリスの万能接着剤の商品名・ブランド名。20世紀前半に販売され、日本にも輸入された。日本では、「セメダイン」の商品名・社名の由来のひとつであるとの説で知られている。

## 概要

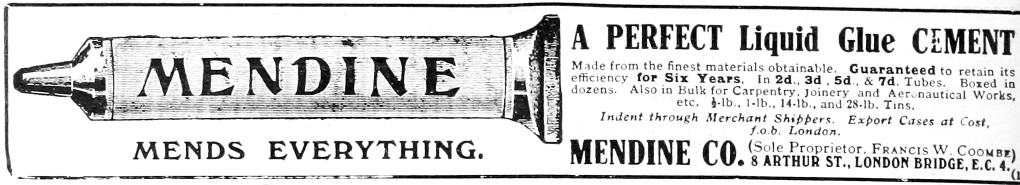
MENDINEの絵入り広告。1919年イギリス

"MENDINE"の発音は、イングランドでは"mendene"（「メンディーン」）、スコットランドでは"mendyne"（「メンダイン」）:714。英語で"mend"は「修繕」という意味である。
成分（あるいは商品名）は"Liquid Scotch glue"。"Scotch glue"という語は一般辞書には載っていないが、動物の蹄・角・皮革から得た膠（ニカワ）のことであるから、"Liquid Scotch glue"は「液状膠」という意味。
1905年までに家庭用のチューブ入り品を発売。チューブは錫製。チューブ入り品を薬局にも売り込んだのは、後のセメダインと同様の販売手法である。キャッチコピーは"MENDS EVERYTHING"。耐湿性を特長としてうたっている。
当時イギリスでは、1886年に発売されたSECCOTINE（セコチン）:15をはじめ色々な万能接着剤が出回り、MENDINEもそのひとつであった。MENDINEのチューブ単価はSECCOTINEの2/3から半分程度だった。
1918年までに強度が2品種となり、各々の成分の違いは不記載だがどちらも"Liquid Scotch glue":
- Super strength品: 飛行機製造、その他の戦時用途で英国政府御用達[12]。缶入り。
- Standard strength品: 部材接合、車体組み立て、その他よろず。チューブ入り品あり[12]。

## メーカー
MENDINE関係の商号は数多く存在し、経営母体も何度か替わっている。
まず1894年にFrancis Wood Coombeが、fish glue（魚膠、うおにかわ。魚を原料とした膠）の安価な代用品として開発した:712。たとえば競合SECCOTINEが魚膠製である。Coombeの開発品が"MENDINE"の商品名で販売開始されたのが1902年頃だという:712。

### William Burgoyine Cowper-Coles
Coombeは、1894年にMENDINEを開発してW.B. Cowper-Colesという者に供給したと言っている:712。
イギリスでの"MENDINE"の商標登録は1902年、登録者名は"Frederick Hermann"。
1903年にMendine Company Limitedが会社登記される。経営者名は不明。MENDINEをイギリス国内で広告・販売し、輸出も行なった:712。Mendine Company Limitedは1905年に解散。
Cowper-Colesは1906年時点ではMendine Manufacturing Companyという商号を称している:713。
引き続き1906年にMendine Limited (Mendine Ld)が会社登記された。経営者名は不明。設立主旨は「W.B. Cowper Colesが"Mendine Manufacturing Company"として行なっていた事業の継承、および"cement"製造等の事業」、所在地もW.B. Cowper-Colesの所在地のままである。1907年に"Cole's satin photo mountant"という、写真用の金属チューブ入り接着剤を発売。"Liquid Scotch glue"も継続して販売。しかしMendine Limitedは1911年に倒産した。
William Burgoyine Cowper-ColesすなわちW.B. Cowper-Coles (以後"W.B.")は、19世紀のイギリス海軍士官Cowper Phipps Coles (英語版)の息子。Cowper Phipps Colesは軍艦用の回転砲塔を設計した発明家でもあったが、1870年に自分の設計した軍艦の航海に乗船中、船が転覆沈没して死者480名の大惨事となりCowperも死亡。W.B.(1867年生)はまだ幼少の頃であった。Cowper Phipps Colesの子孫はCowper-Coles姓を名乗り、息子のうちW.B.ら4人は金属工業関連の発明家や事業家となって1894年の"The Cowper-Coles Galvanizing Syndicate"社など、たくさんの会社を起こした。しかし1910年頃から会社は次々と倒産し、W.B.は行方をくらました。W.B.を含めて兄弟3人が個人破産。W.B.は妻子とともにアルゼンチンに移住した。
MENDINEの発売から1911年までの間、原液製造とチューブ詰め製造は各々誰が担当していたのか曖昧である。Cowper-Colesの商号に"Manufacturing"（製造）という文言が見られる。いっぽうCoombeはFrancis Worthy Rigby Dewdneyという者と共同経営でThe Adhesives Supply Companyという商号で接着剤製造をしていた。この商号は1907年頃から使われ、紙類製造販売業者であった"W.R.Dewdney"の所在地内にあった。1910年に共同経営は解消してCoombe単独の事業となった。Coombeは1908年以降のMendineの生産本数を把握している:716ことから、少なくも1908年以降にはチューブ詰め製造にまで関与している。Coombeは1911年までは販売には関知していなかった:719L15。

### Francis Wood Coombe
1911年のMendine Limited倒産宣言会議にはCoombeも臨席していた。CoombeはMendineの商権と商標権も譲り受けて:712、以後はCoombeが製造・販売を行なった。広告の再開、競合"Mend-it"への商標侵害警告:711やアメリカでの商標登録などの策を打つ。1912年頃の年間製造数はチューブ150万本（容量不明）:712L18。
営業上は"Mendine Company" (Mendine Co.)および"Adhesives Supply Company"を称していたが:710、実態としては1911年から1919年の間はCoombeが個人で営業していた。Coombeは1913年に競合会社を提訴するが、これも原告はCoombe個人である:710。1914年から1918年まで第一次世界大戦があり、MENDINEはイギリス軍へも飛行機用として納入された。
大戦終了後の1919年になってCoombeはF. W. Coombe, Ltd.という会社を起こした。これ以降の広告では"Mendine Company, Sole Proprietor (英語版)(個人事業主) F. W. Coombe, Ltd."といった記載になった。

### 第二次世界大戦後
F. W. Coombe, Ltd.社は1947年に他社と合併してMendine Products Ltd.へ社名変更。さらに同1947年にL. J. Rickardsという会社に買収されたが事業は"Mendine Products"の商号で継続。1955年にチューブ容器（lead tube）と箱を在庫処分している。そのL. J. Rickards社は1968年にスイス企業Siber Hegner（シイベルヘグナー）に買収されて1984年に"Siber Hegner UK Ltd."に社名変更。親会社Siber Hegnerが合併によりDKSHになったのにともない、Siber Hegner UK Ltd.は2004年に"DKSH Great Britain Ltd."に社名変更。2005年時点でも、設立当時から使用していた接着剤原料であるカゼインをイギリスの接着剤メーカー複数社に卸している。DKSH Great Britainは「創立1904年」と称しているが、これが1903年登記のMendine Company Limitedを指しているとすれば、両社の間に法人としての継続性はない。
なお、シイベルヘグナーは1865年に横浜で設立された日本の企業「シイベル・ブレンワルド商会」が1932年にスイスに移転した、日本起源の企業である。
イギリスの登録商標はL. J. Rickards & Coが保持していたが2000年に失効。アメリカでもCoombeが"MENDINE"の商標登録を1913年にしたが、1938年時点の広告にアメリカ支店・販売店の記載はない。アメリカでの商標登録は2005年までに失効。

## 商標係争
イギリスでも互いに類似した商品名のチューブ入り接着剤が出回った。
1903年には"Seccotine"の販売元が"Securine"の販売元を商標侵害で訴えて勝訴した。

1905年か1906年に、Lewinson & Co.から"Mend-it"という商品名のチューブ入り接着剤が発売された:714。こちらも会社関係が複雑である。1908年に"Mend-it"の事業は別の経営者WrightとHolawayによるManor Drug Companyに譲渡され:715,711、年間150万本を販売（容量不明）:715。さらに1911年には同じWrightとHolawayが設立したMendit Ld.に移される:712。
1906年に、当時のMENDINEの販売元Cowper-ColesがLewinson & Co.に対する"Mendit"の差し止めを請求:713、Mend-It側もMENDINE側に何らかの通告をしたうえで販売を継続:714。1911年にMENDINEの販売元はCoombeに、Mend-Itの販売元もMendit Ld.にそれぞれ替わり、1913年にCoombeがMendit Ld.に対して商標侵害の訴訟を起こしたが敗訴している。この件よりだいぶあとの1922年に、"MEND IT"の縦型のロゴデザインが商標登録されている。
後に"MENDENE"、"MENDAHOL"などの商品名の接着剤も出回った。

## メンダインの日本での状況
日本へはCowper-ColesやCoombeの会社が直接進出したのではなく、代理店等がMENDINEを輸入した。少なくとも1908年までには日本で販売されており、このときの輸入元は「東京グロウス商会」。以後1930年代まで販売されており、輸入元は複数社、小売店も多数あった。
（年次は確認できる資料の時期。発売時期ではない）

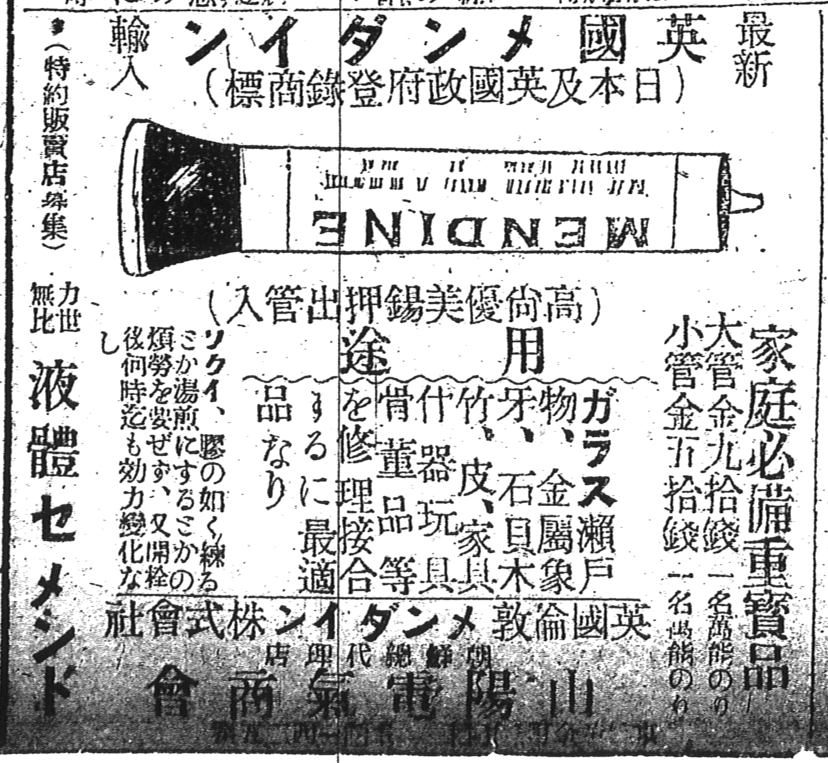
メンダインの絵入り広告。1921年 朝鮮
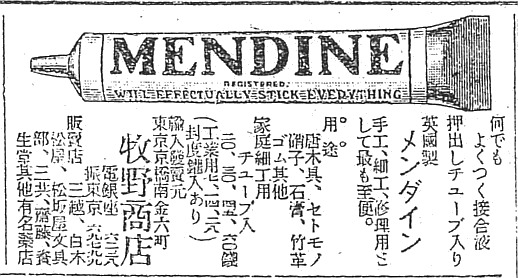
メンダインの絵入り広告。1925年 東京
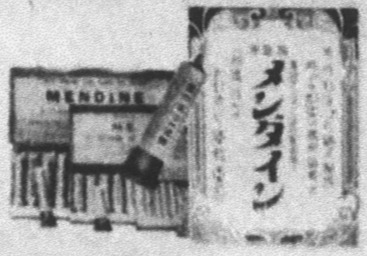
メンダインのカートン写真入り広告。1928年 大阪

日本で商標登録されているとの広告がある。
だいぶ後のイギリスでのMendine Co.の広告(1938年)に「日本における正規代理店はG. Blundell & Co., Ltd. 横浜 私書箱14号」とある。同名の「ジー・ブランデル商会」という輸出入商が横浜山下41番地にあった。過去の輸入者がジー・ブランデル商会を経由していたかどうかは不明。
接着力は強力で便利だが、高価なのが難点との声が多かった。イギリスではMENDINEがSECCOTINEの安価な代替品だったのとは対照的である。価格は1909年時点でチューブ小管入25銭。1912年当時のかけそば1杯が3銭なので、メンダインは郵送料の12倍、かけそばの8倍も高かった。日本でのキャッチコピーは"WILL EFFECTUALLY STICK EVERYTHING"で、イギリスとは異なる。
後にセメダインの創業者となった今村善次郎は、当初メンダインを販売していた。メンダインなどの輸入品を模倣して自社開発した:27チューブ入り接着剤が「セメダイン」である。「メンダイン」がセメダインの商品名の由来のひとつだという説もあり:19-20、たびたび引用される。セメダインは商品名を舶来品風に英語表示しており、キャッチコピーもMENDINEと同じ。CEMEDINEのほかにも、英美堂の"STRONG MENDER GLUE"「ストロングメンダー」という商品名の接着剤もあった。
| 商品名    | キャッチコピー                    | 例                   |
| --------- | --------------------------------- | -------------------- |
| SECCOTINE | FOR STICKING EVERYTHING           | カナダの広告1911年   |
| SECCOTINE | WHICH MENDS EVERYTHING            | イギリスの広告1911年 |
| MENDINE   | MENDS EVERYTHING                  | イギリスの広告1919年 |
| MENDINE   | WILL EFFECTUALLY STICK EVERYTHING | 日本の広告1925年     |
| CEMEDINE  | WILLEFFECTUALLY STICK EVERYTHING  | 日本の広告1934年     |
| CEMEDINE  | MENDS ANYTHING                    | 日本の広告1939年     |

日本では「メンダイン」が一般名化した。「メンダイン製造法」と称する記事が書かれた書籍もあったが、片栗粉・希硝酸・水・グリセリンを練ったもので、膠系とは成分が全く異なる。
接着剤、あるいは「セメダイン」のことを「セメンダイン」と誤記することが戦後まで続いている（「セメン」はセメント（接着剤）の略称）。
日本で2020年にMENDINEの現物が「セメダインB号」の現物とともに再発見された。

## 性能
日本での輸入元であった「東京グロウス商会」へ販売店が「陶器をメンダインで修理したが水や湯で剥がれた」という主旨で問い合わせたところ、「3-4日乾燥してからなら大丈夫」という主旨の回答だったという:19。
接着力の試験例:
- 試料:米檜の木片。10個平均
- 接着力=せん断破壊抗力÷接着面積。単位:kg/cm2。値が大きいほど強い。
- 試験結果: 試料木片:87.7、メンダイン:64.3、万盤糊〔ママ〕:33.8、ゼラチン:56.9、菱光グリュー:54.4、筆者の合成接着剤:79.0、ヒードラ(Hydra):75.3、釘1本:17.1、釘2本:29.9
- 同一接着剤でのばらつき: 最弱試料は最強試料のおおよそ半分

※:MENDINEは強度グレードが2品種あるが、どちらを使用したのかは不記載。
接着力の耐水性試験例:
- 試料:マホガニーの木片。4個前後
- 接着片離脱時間を測定。単位:分。値が大きいほど耐水性が良い。
- 試験結果: セルタス:15.31、ライトグリュー:20.00、各種膠のうち最善の銘柄:21.15、膠のうち最悪の銘柄:3.27、ゼラチン:8.25、メンダイン:6.52
- メンダインの試料間ばらつき: 最弱試料は最強試料のおおよそ1/3

※:MENDINEは強度グレードが2品種あるが、どちらを使用したのかは不記載。